# Tinsdal
Das Tinsdal (früher auch Tinsdahl) gehört heute größtenteils zu Hamburg-Rissen, ein kleines Gebiet auch zu Wedel. Der Hamburger Teil grenzt im Westen an die Stadt Wedel im Kreis Pinneberg (Schleswig-Holstein). Im Süden reicht es bis an die Elbe, die dort die Grenze zu Niedersachsen bildet.
Das Hamburger Tinsdal besteht überwiegend aus Wohngebieten mit Einzelhausbebauung. Richtung Wittenbergen erstreckt sich das Naturschutzgebiet Wittenbergen.
Der Wedeler Teil besteht aus Industrie- und Mischgebiet mit Einzel- und Reihenhausbebauung.

## Geschichte
Der Name Tinsdal wird gedeutet von „tins“ = jenseits und „dal/dahl“ = hinab als „zum Ende des Tales“.
Historisch gesehen bezeichnet Tinsdahl/Tinsdal die Gegend auf dem Geestrücken oberhalb des Elbstromes, die durch Heideflächen, Dünen und kleine Moore (z. B. das Tinsdaler Moor) gekennzeichnet ist, aber auch einige Hofstellen (evtl. in Tinsdal, bereits 1255 genannt) südlich von Rissen, später auch das Dorf Tinsdal, das zum Kirchspiel Nienstedten gehörte.
In den Tinsdaler Dünen wurde ein großes Gräberfeld mit Urnenbestattungen gefunden und ausgegraben. Einige Urnen (mit Grabhügel) wurden in die frühe Eisenzeit (7./6. Jahrhundert v. Chr.) datiert, während die meisten hügellos deponierten Urnen der anschließenden älteren vorrömischen Eisenzeit (500–200 v. Chr.) zugerechnet wurden. Einige Tongefäße enthielten Beigaben (Schmucknadeln, Gürtelhaken und einzelne Broschen). Eine Brosche mit bronzenen Schmuckscheiben wurde als „Tinsdaler Fibel“ bekannt.

## Wirtschaft

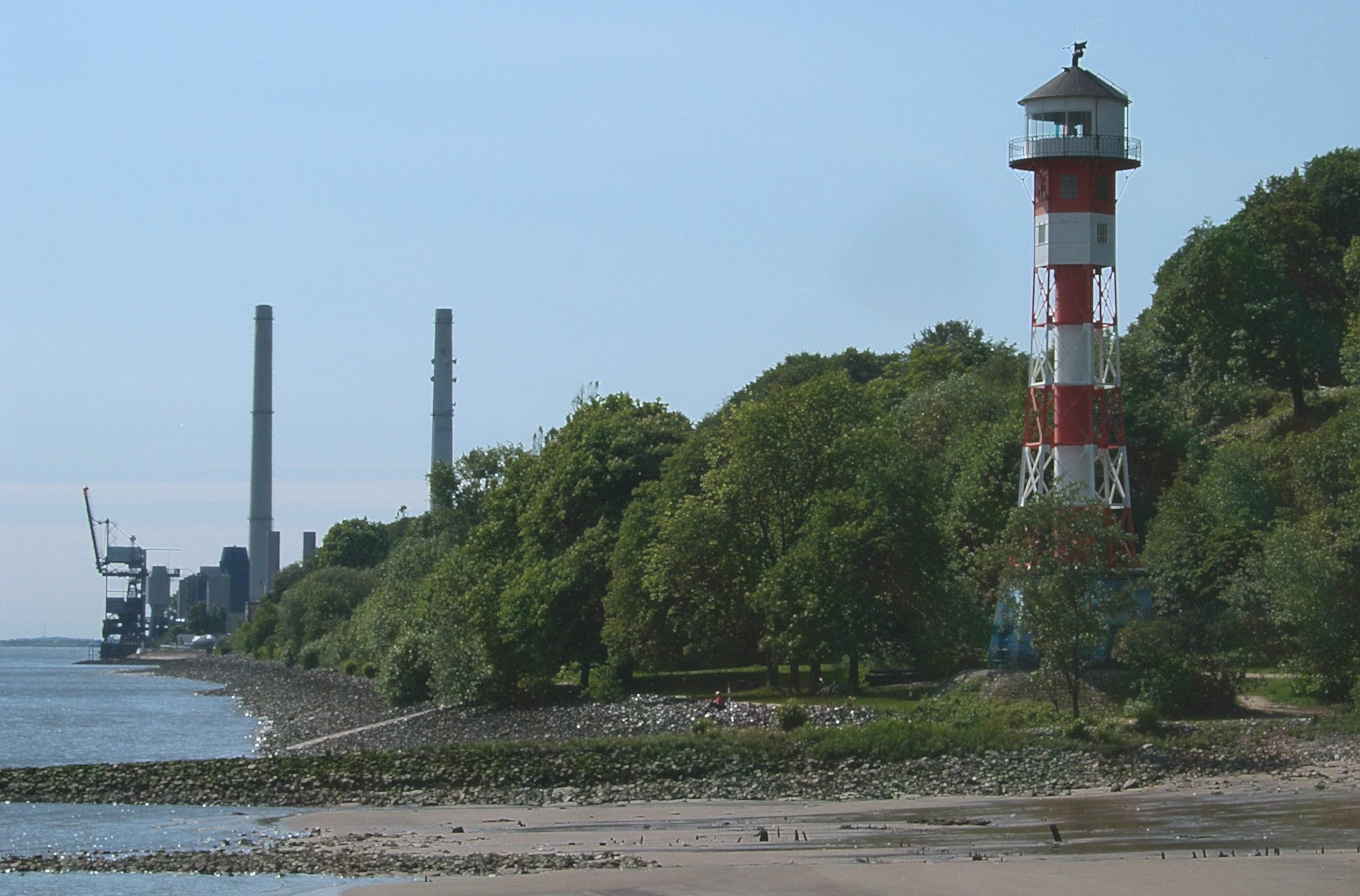
Unterfeuer Wittenbergen, dahinter das Heizkraftwerk Wedel

In Tinsdal steht der rot-weiß gestreifte Leuchtturm Tinsdal, der als Oberfeuer zusammen mit dem 800 Metern entfernten Leuchtturm Wittenbergen als Unterfeuer seit 1900 die Richtfeuerlinie Wittenbergen–Tinsdal bildet.
Zusammen mit dem inzwischen abgerissenen Unterfeuer Leuchtturm Billerbeck bildete er von 1899 bis zu dessen Stilllegung 1960 zusätzlich die Richtfeuerlinie Billerbek–Tinsdal.
Das Heizkraftwerk Wedel gehörte früher zur HEW und inzwischen zu Vattenfall. Es steht auf einem circa 400 000 Quadratmeter großen Gelände direkt an der Elbe.
Früher existierte zum Transport der Kohle eine Eisenbahnverbindung an die S-Bahn-Strecke zwischen Wedel und Blankenese, die auch die 1906 eröffnete erste eigene Raffinerie der Mobil Oil AG, heute ExxonMobil, bediente. Der Rückbau der Gleise wurde 2009 abgeschlossen. Die von den HEW zum Rangieren eingesetzte Lokomotive war eine Dampfspeicherlok, die ihre Kraft vom E-Werk erhielt.
Das Forschungslabor der MobilOil war maßgeblich an der Entwicklung von vollsynthetischen Schmierstoffen beteiligt. Die Mobil Oil hat den Standort inzwischen aufgegeben.
Der dort mit Blick über die Elbe gelegene Parkplatz wurde in den 1960er Jahren mit Bauschutt aufgeschüttet. Der vorher an dieser Stelle befindliche Badestrand musste den Parkplätzen für die Beschäftigten der in der Gegend so genannten Ölfabrik weichen.
Am 6. August 1944 wurde die damalige Deutsche Vacuum Oil Company, eine Tochtergesellschaft der Socony-Vacuum Oil, gezielt bombardiert und schwer getroffen. Der am Parkplatz gelegene Bunker wurde durch die Angriffe nicht zerstört, er wurde 2004 abgerissen.
Zwischen dem Kohlekraftwerk und der ehemaligen Ölfabrik hatte sich direkt am Elbstrom eine kleine Werft mit dazugehörigem Hafen angesiedelt, die im Jahr 2008 geschlossen wurde.